# Малые Каркалы
Малые Каркалы  (баш. Кесе Кәркәле) — село в Миякинском районе Республики Башкортостан Российской Федерации. Входит в состав Большекаркалинский сельсовет.

## География

### Географическое положение
Расстояние до:
- районного центра (Киргиз-Мияки): 34 км,
- центра сельсовета (Большие Каркалы): 5 км,
- ближайшей ж/д станции (Аксёново): 77 км.

## Население
| 2002 | 2009 | 2010 |
| ---- | ---- | ---- |
| 268  | ↘239 | ↘196 |

Согласно переписи 1920 года, в селе Каркали-Тамак проживало 681 татар.